# أولكسندر كوندراتيوك
أولكسندر كوندراتيوك هو لاعب كرة قدم أوكراني، ولد في 9 أبريل 1983 في الاتحاد السوفيتي. لعب مع MFC Lokomotyv Kharkiv ‏.

## وصلات خارجية
- أولكسندر كوندراتيوك على موقع الاتحاد الأوربي (الإنجليزية)
- أولكسندر كوندراتيوك على موقع اتحاد أوكرانيا (الإنجليزية)